# The Antidote
The Antidote is het zesde album van de Portugese gothic metal-band Moonspell. Het album is uitgebracht in 2003.

## Tracklist
| Nr. | Titel                       | Duur |
| --- | --------------------------- | ---- |
| 1.  | In And Above Men            | 4:11 |
| 2.  | From Lowering Skies         | 5:25 |
| 3.  | Everything Invaded          | 6:16 |
| 4.  | The Southern Deathstyle     | 4:07 |
| 5.  | Antidote                    | 4:45 |
| 6.  | Capricorn at Her Feet       | 6:04 |
| 7.  | Lunar Still                 | 6:55 |
| 8.  | A Walk On The Darkside      | 4:44 |
| 9.  | Crystal Gazing              | 4:52 |
| 10. | As We Eternally Sleep On It | 7:11 |